# 공손책
공손 책(公孫策)은 소설 삼협오의에 등장하는 가상의 인물로, 포청천(包青天)의 책사이다. 개봉부에 있을 때 포증을 보조하던 관리이자 책사로 호칭은 '대송제일총명인'(大宋第一聰明人)이었다.

## 같이 보기
- 개봉부
- 포증

### 공손책을 연기한 배우
- 고쟁 - 포청천, 중화민국 드라마 (1973)
- 범홍헌 - 판관 포청천, 홍콩 드라마 (1994)
- 등안저 - 칠협오의, 홍콩 드라마 (1994)
- 범홍헌 - 포청천, 홍콩 드라마 (2003)
- 범홍헌 - 포청천, 홍콩 드라마 (2008)